# Kolonoskopia
Kolonoskopia – metoda badania dolnego odcinka przewodu pokarmowego polegająca na oglądaniu wnętrza jelita grubego. Polega ona na wprowadzeniu przez odbyt specjalnego wziernika zakończonego kamerą i przesłaniu obrazu na zewnątrz. Do tego celu służy giętki instrument zwany kolonoskopem, który jest zbudowany podobnie jak gastroskop służący do diagnostyki górnego odcinka przewodu pokarmowego. Podczas kolonoskopii możliwe jest też pobieranie wycinków błony śluzowej jelita grubego do badań histopatologicznych, a także wykonywanie drobnych zabiegów, np. usuwanie pojedynczych polipów.
Rozróżnia się kolonoskopię diagnostyczną i kolonoskopię terapeutyczną. Kolonoskopia, ze względu na swoją dostępność i coraz bardziej zaawansowane techniki, jest kluczową procedurą do wykrywania i usuwania zmian przednowotworowych w okrężnicy oraz dolnym odcinku jelita krętego.

## Wskazania do kolonoskopii diagnostycznej
- podejrzenie raka jelita grubego
- biegunka o niejasnej etiologii
- podejrzenie nieswoistego zapalenia jelit (choroba Leśniowskiego-Crohna, wrzodziejące zapalenie jelita grubego)
- podejrzenie zaburzeń wchłaniania
- badania przesiewowe w zdrowej populacji w kierunku polipów i wczesnych postaci raka jelita grubego

Alternatywą klasycznej kolonoskopii diagnostycznej jest nieinwazyjna wirtualna kolonoskopia.

## Kolonoskopia terapeutyczna
- usuwanie polipów
- hamowanie krwawień z dolnego odcinka przewodu pokarmowego
- usuwanie ciał obcych
- poszerzanie zwężeń
- dekompresja megacolon toxicum

Badanie samej odbytnicy to rektoskopia (inaczej proktoskopia).
Aby wykonać to badanie, pacjent musi być odpowiednio przygotowany – jelita powinny być opróżnione z treści pokarmowej, co uzyskuje się głodówką w przeddzień badania oraz stosowaniem wlewów oczyszczających jelito grube (lewatywa) lub doustnych środków przeczyszczających (np. Fortrans,CitraFleet).
Podczas badania do światła jelita wprowadzany jest pod ciśnieniem gaz, który ma na celu poszerzenie światła jelita celem łatwiejszego wprowadzenia kolonoskopu i łatwiejszemu uwidocznieniu stanu jelita. Ponieważ kolonoskopia jest zwykle badaniem bolesnym, najlepiej wykonać ją w znieczuleniu ogólnym, (niektóre ośrodki preferują sedację, podczas której jest utrzymywany kontakt z osobą badaną) zwłaszcza że czas wykonania badania może przekroczyć 30 minut, a ból wywołuje odruchowe obkurczanie jelita. Mimo to w Polsce jedynie 64% kolonoskopii wykonuje się w analgosedacji. Badanie wykonywane jest zwykle w pozycji leżącej na boku.